# Grand National Trades Union
El Grand National Consolidated Trades Union (Gran Sindicat Nacional Consolidat) de 1834 va ser un primer intent de formar una confederació sindical nacional al Regne Unit.
Hi va haver diversos intents de formar sindicats generals nacionals a la dècada de 1820, que van culminar amb l'Associació Nacional per a la Protecció del Treball, establerta el 1830. No obstant això, aviat va fracassar i, a principis de la dècada de 1830, l'organització laboral més influent era la Unió Operativa de Constructors.
El 1833, Robert Owen va tornar dels Estats Units i va declarar la necessitat d'un sistema de producció cooperativa basat en gremis. Va poder obtenir el suport del Sindicat de Constructors, que va demanar un Gran Gremi Nacional per fer-se càrrec de tot el sector de la construcció. Al febrer de 1834, es va celebrar una conferència a Londres que va fundar el Gran Sindicat Nacional Consolidat.
El nou organisme, a diferència d'altres organitzacions fundades per Owen, estava obert només a sindicalistes i, com a resultat, inicialment Owen no s'hi va unir. La seva fundació va coincidir amb un període de malestar industrial i van esclatar vagues a Derby, Leeds i Oldham. Aquests van ser descoratjats pel nou sindicat, que va intentar sense èxit persuadir els treballadors perquè adoptessin solucions cooperatives. Sis treballadors a Tolpuddle, Dorset, van intentar fundar una societat amiga i tractar d'afiliar-se al Grand National. Això es va descobrir i en 1834 van ser declarats culpables de prestar juraments il·legals i condemnats a set anys de deportació. Se'ls va conèixer com els Màrtirs de Tolpuddle i va haver-hi una campanya gran i reeixida dirigida per William Lovett per reduir la seva sentència. Se'ls va concedir un indult gratuït al març de 1836.
L'organització estava dividida pel desacord sobre l'enfocament a seguir, atès que moltes vagues s'havien perdut, el cas Tolpuddle havia dissuadit els treballadors d'afiliar-se a sindicats i diversos nous sindicats havien col·lapsat. La reacció inicial va ser canviar el seu nom per Associació Consolidada Britànica i Estrangera d'Indústria, Humanitat i Coneixement, centrar-se cada cop més en els interessos comuns de treballadors i ocupadors i intentar recuperar prestigi nomenant Owen Gran Mestre. L'organització va començar a desintegrar-se a l'estiu de 1834 i al novembre havia deixat de funcionar: Owen va convocar un congrés a Londres que la va reconstituir com l'Associació Amiga dels Unionistes de Totes les Classes de Totes les Nacions amb ell mateix com a Gran Mestre, però va desaparèixer a finals de 1834. Mentrestant, el Sindicat de Constructors es va dividir en sindicats més petits.
Owen va perseverar i va celebrar un congrés l'1 de maig de 1835 per constituir una nova Associació de totes les classes de totes les nacions. Es tractava essencialment d'una organització propagandística, amb poc suport popular, que intentava guanyar-se l'atenció d'individus influents per proposar una societat més racional. El 1837, es va registrar com una societat amiga , però inicialment va ser eclipsada per la Societat Nacional Amiga de la Comunitat similar d'Owen. El 1838, va poder expandir-se significativament enviant missioners socials, establint cinquanta sucursals, la majoria a Cheshire, Lancashire i Yorkshire. El 1839, la Comunitat Nacional i l'Associació de Totes les Classes es van fusionar per formar la Societat Comunitària Universal de Religiosos Racionals.
Tot i el seu nom, el Grand National mai no va poder obtenir un suport significatiu fora de Londres  i, com a resultat, l'Associació de Treballadors de Londres de Lovett va ser la seva successora més important. El següent intent de formar una confederació sindical nacional va ser l'Associació Nacional de Sindicats Units per a la Protecció del Treball.